# Монетизація
Монетизація — це процес конвертації чого-небудь в законний платіжний засіб.

## Різновиди
Зазвичай цей термін означає друк нових банкнот Центральними банками, але такі речі як золото, діаманти, смарагди, предмети мистецтва також можуть бути монетизовані. Навіть нікому не потрібні речі можуть бути перетворені в гроші, якщо ці речі важко виробити або придбати. Монетизація також може означати обмін акцій на валюту, продаж власності, стягнення оплати за щось, що було безкоштовним, або прибуток від товарів і послуг, які до цього не приносили прибутку.

## Монетизація боргу
У США, як й у багатьох інших країнах, уряд не має права друкувати нові гроші для того, щоб платити за своїми рахунками. Замість цього, держава випускає облігації, які використовуються для покриття дефіциту. Якщо ці облігації не будуть куплені населенням, вони повинні бути викуплені Центральним Банком.

## Монетизація субсидій в Україні
В Україні монетизація субсидій та пільг діє з 1 березня 2019 року.